# Échangeur de la porte de Bercy
L'échangeur de la porte de Bercy est un échangeur autoroutier situé sur le boulevard périphérique de Paris, en France.

## Histoire
Les travaux ont commencé en juillet 1967 et se sont terminés à la mi-1969.

## Descriptif
L'échangeur de la porte de Bercy est, avec l'échangeur de la porte de la Chapelle, le premier échangeur en France à trois niveaux de circulation. Il possède vingt-deux bretelles et un giratoire pour les échanges. Il permet d'assurer les échanges entre le boulevard périphérique, l'autoroute A4, dite autoroute de l'Est, et la voirie locale de Charenton-le-Pont au sud-est (Quai de Bercy) et de Paris au nord-ouest (quai de Bercy et boulevards des Maréchaux. L'ouvrage principal est le viaduc au-dessus des voies ferrées du réseau sud-est de la SNCF venant de la gare de Lyon, d'une longueur de 300 m, possédant cinq voies dans chaque sens.